# Vilayet de Síria
El vilayet de Síria (turc otomà: ولايت سوريه, vilâyet-i Suriye) va ser una divisió administrativa de primer nivell de l'Imperi Otomà.
A principis del segle XX suposadament tenia una superfície de 62.180 km² mentre que els resultats preliminars del primer cens otomà de 1885 (publicat l'any 1908) va donar una població de aproximadament 1.000.000. L'exactitud de les xifres de població oscil·la entre «aproximada» i «merament conjuntural», depenent de la regió de la qual van ser recollides les dades.

## Història
El 1864 es va promulgar la Llei del vilayet. La nova llei provincial es va implementar a Damasc l'any 1865, i la província reformada va ser anomenada Suriyya/Suriye, reflectint un creixement de la consciència històrica entre els intel·lectuals locals. Jerusalem es va separar de la resta de la província de Damasc i va formar el sanjaq separat de Jerusalem que responia directament davant el govern d'Istanbul, en lloc del govern provincial de Damasc, situació semblant al Mont Líban que havia estat igualment convertit en autònom com a mutasarrifat el 1864.
El 1872, una nova regió administrativa va ser creada, amb el seu centre a Ma an, però els costos per a la nova unitat administrativa superen de lluny els ingressos, i es va tancar l'any següent. l'any 1884, el governador de Damasc va fer una proposta per establir un nou vilayet del sud de Síria, però no es va arribar a fer res.
El 1888 es va segregar el vilayet de Beirut, abans part del vilayet de Síria. El maig de 1892 una altra proposta va ser feta per un govern provincial amb capital a Ma an, que va ser aprovat a l'agost. A mitjan any 1895, el centre d'aquest mutasarrifat es va traslladar a Karak, que era el nucli més meridional del domini otomà al vilayet de Síria, ja que al sud d'aquest punt hi havia el desert que el separava del Hijaz haiximita.
Vers 1900 hi havia 5 sanjaqs: Damasc, Homs, Hama, Hauran i Karak-Maan. La frontera amb Egipte es va delimitar el 1906. L'octubre de 1918 el vilayet va caure en mans de les forces àrabs haiximites que tenien el suport britànic. Els britànics es van quedar amb Palestina com a mandat i Haifa com a port amb ple control; Transjordània formava part del regne i al sud de Maan era un domini compartit entre el rei haiximita de Síria i el seu pare el rei d'Hedjaz. El 8 de març de 1920 Síria es va proclamar regne independent però fou desmantellat i ocupat pels francesos a la batalla de Maysalun el 24 de juliol de 1920, i França va imposar el mandat que li havia concedit la Comissió Inter-Aliada i que el 1923 li va confirmar la Societat de Nacions. El 1927, el vilayet de Síria-Damasc es dividia en quatre sanjaqs: Damasc, Hama, Hauran i Maan. La capital del vilayet sempre fou Damasc.